# دوريس غرابر
دوريس غرابر (بالإنجليزية: Doris Graber)‏ هي عالمة سياسة أمريكية، ولدت في 11 نوفمبر 1923، وتوفيت في 17 فبراير 2018 في إيفانستون في الولايات المتحدة.

## وصلات خارجية
- الموقع الرسمي